# Jean Chabot (homme politique)
Pour les articles homonymes, voir Chabot et Jean Chabot.
Jean Chabot (né le 15 octobre 1806, décédé le 31 mai 1860) était un avocat, homme politique et juge québécois.

## Biographie
Il naît à Saint-Charles et fait ses premières études au Petit séminaire de Québec. En 1829 il commence à étudier le droit dans le cabinet d'Elzéar Bédard, futur maire de Québec, et est admis au barreau en 1834. Il se porte candidat lors d'une élection partielle dans la circonscription de Québec en 1843 et est élu par acclamation pour le Parti bleu de Louis-Hippolyte La Fontaine.
En tant que parlementaire, il travaille à obtenir la collaboration du gouvernement sur les problèmes de la ville de Québec, aux côtés de Pierre-Joseph-Olivier Chauveau et Thomas Cushing Aylwin. Il dénonce le favoritisme envers le Haut-Canada et est perçu comme un grand défenseur des intérêts de Québec.
Chabot s'implique également dans la Société Saint-Vincent-de-Paul, contribuant à son établissement et à ses œuvres de charité à Québec ; il préside le conseil de Québec de cette société de 1847 à 1850.
Chabot est réélu en 1847 lors des élections générales qui permettent à Lafontaine et Robert Baldwin de reprendre le pouvoir ; cette élection fait également réélire Louis-Joseph Papineau à la législature. Chabot s'oppose à la dissolution de l'union des deux colonies prônée par Papineau malgré l'enthousiasme de la population de Québec pour l'ancien patriote. Le 13 décembre 1849, il est nommé commissaire des Travaux publics, l'obligeant à se faire réélire avant d'entrer en fonction ; Chabot doit donc faire campagne contre les rouges. Il est facilement réélu avec le soutien de Joseph-Édouard Cauchon.  Toutefois, il ne demeure en poste que quelques mois : en mars 1850, après avoir passé une nuit dans une prison de Toronto pour ivrognerie, il est contraint de démissionner.
En 1851 Chabot choisit de se faire réélire dans Bellechasse plutôt qu'à Québec. Il est de nouveau nommé commissaire des Travaux publics en 1852 après le refus de George-Étienne Cartier d'occuper ce poste. Il est impliqué de près dans l'expansion du réseau ferroviaire canadien, dont la construction du Grand Tronc. 
En 1854, il est candidat à la fois dans Bellechasse et dans Québec. Élu dans les deux circonscriptions, il opte pour Québec. En 1855, il est exclu du cabinet du nouveau gouvernement de sir Allan Napier MacNab et Étienne-Paschal Taché.
Le 20 septembre 1856, il démissionne de son poste de député et est nommé juge de la Cour supérieure, résidant d'abord à Montréal, puis transféré à Québec. Il meurt en fonctions en 1860.